# 范內勒工廠
范內勒工廠（荷蘭語：Van Nellefabriek）是位於荷蘭鹿特丹的一座前工廠建築，被認為是國際風格建築的代表作。

## 历史
建築采用鋼筋混凝土結構，由荷兰建筑师Johannes Brinkman和Leendert van der Vlugt修建於1925年至1931年期間。在20世紀時，范內勒工廠主要被用來加工咖啡、茶和煙草等產品。1996年，工廠停止生產產品。取而代之的是，許多新媒體和設計公司入駐工廠，范內勒工廠也開始被稱為范內勒設計工廠。在2014年，范內勒工廠被列入世界文化遺產名單之中。

## 画廊

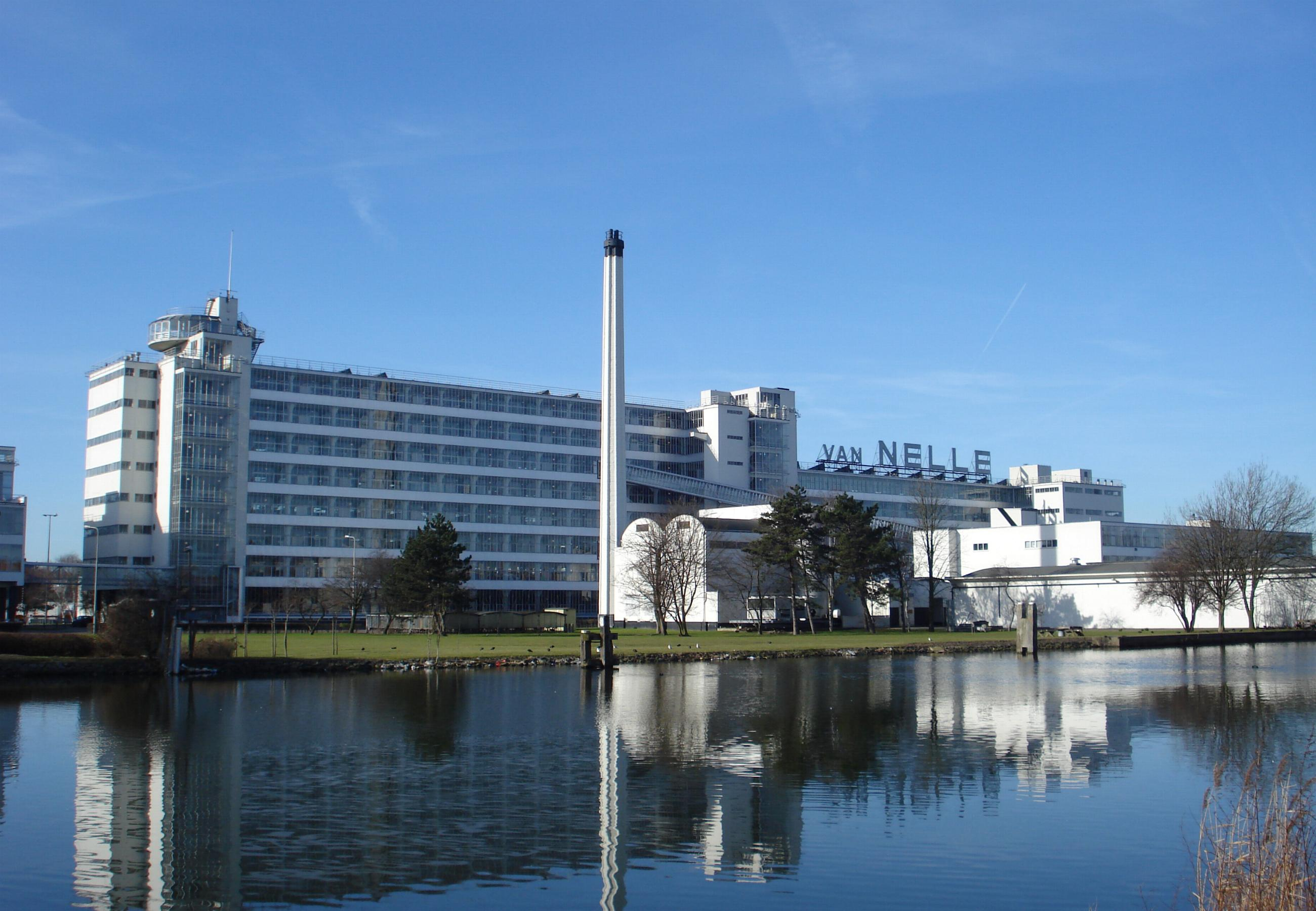
建筑物外观
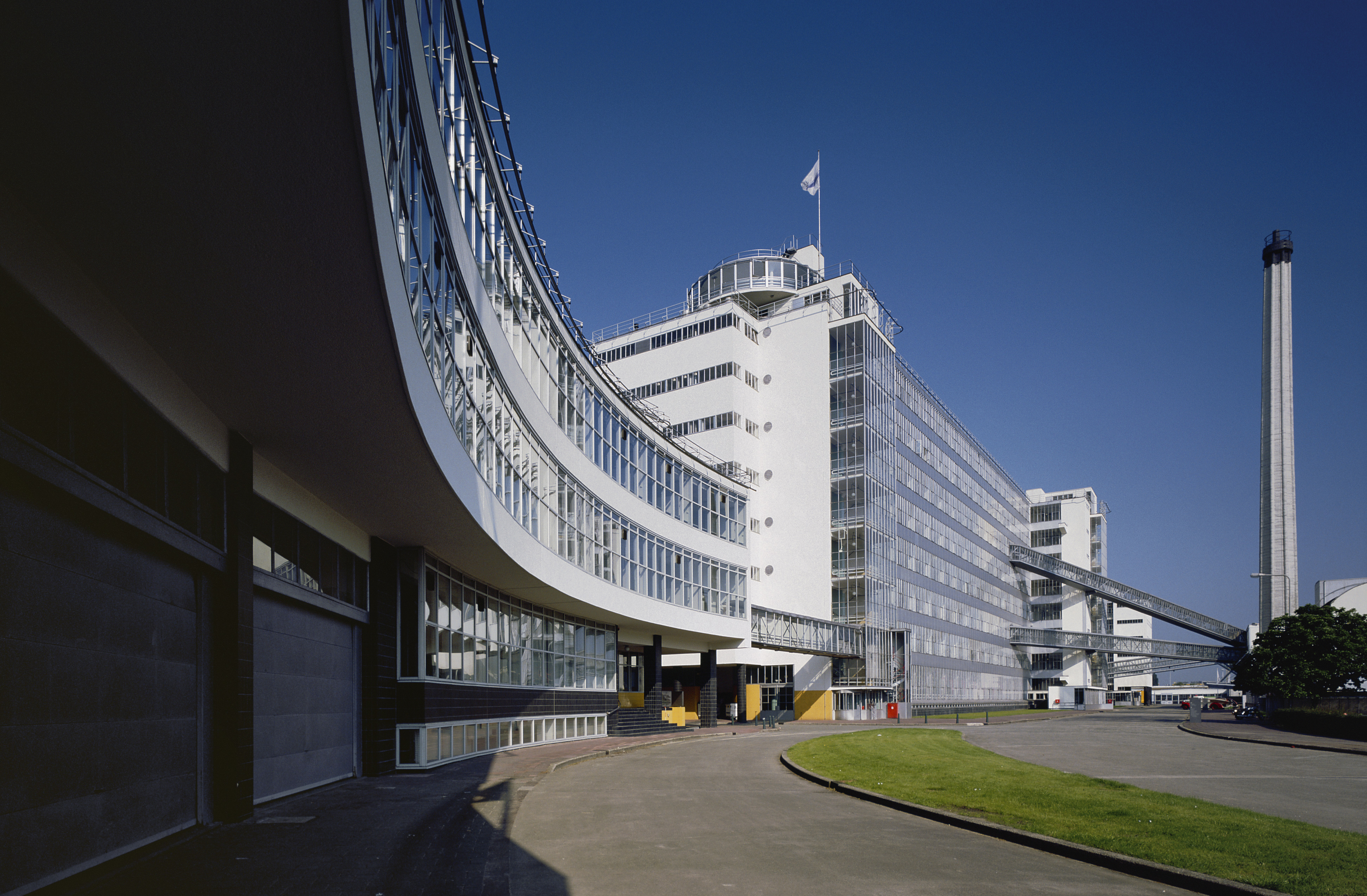
正面
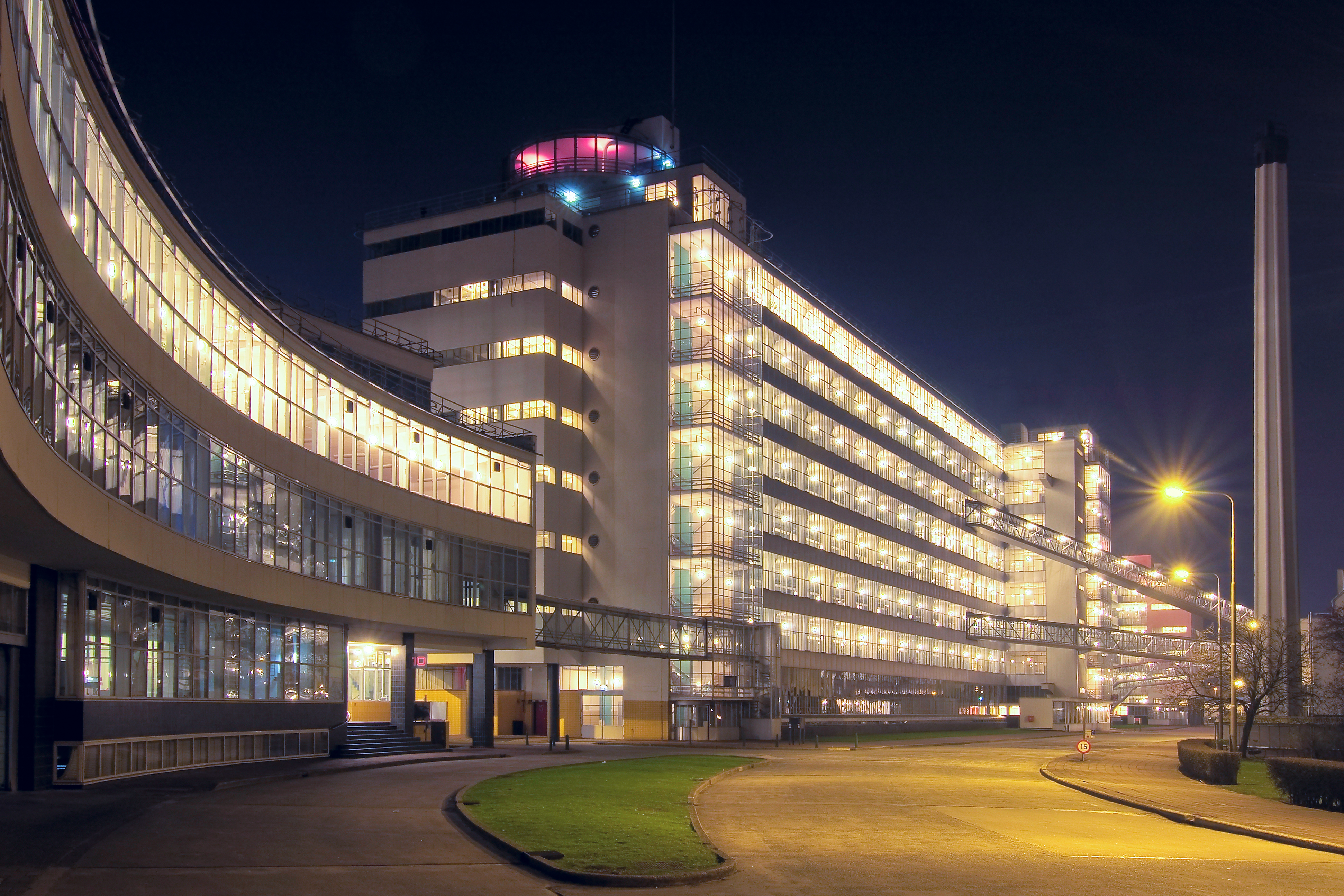
夜晚入口处
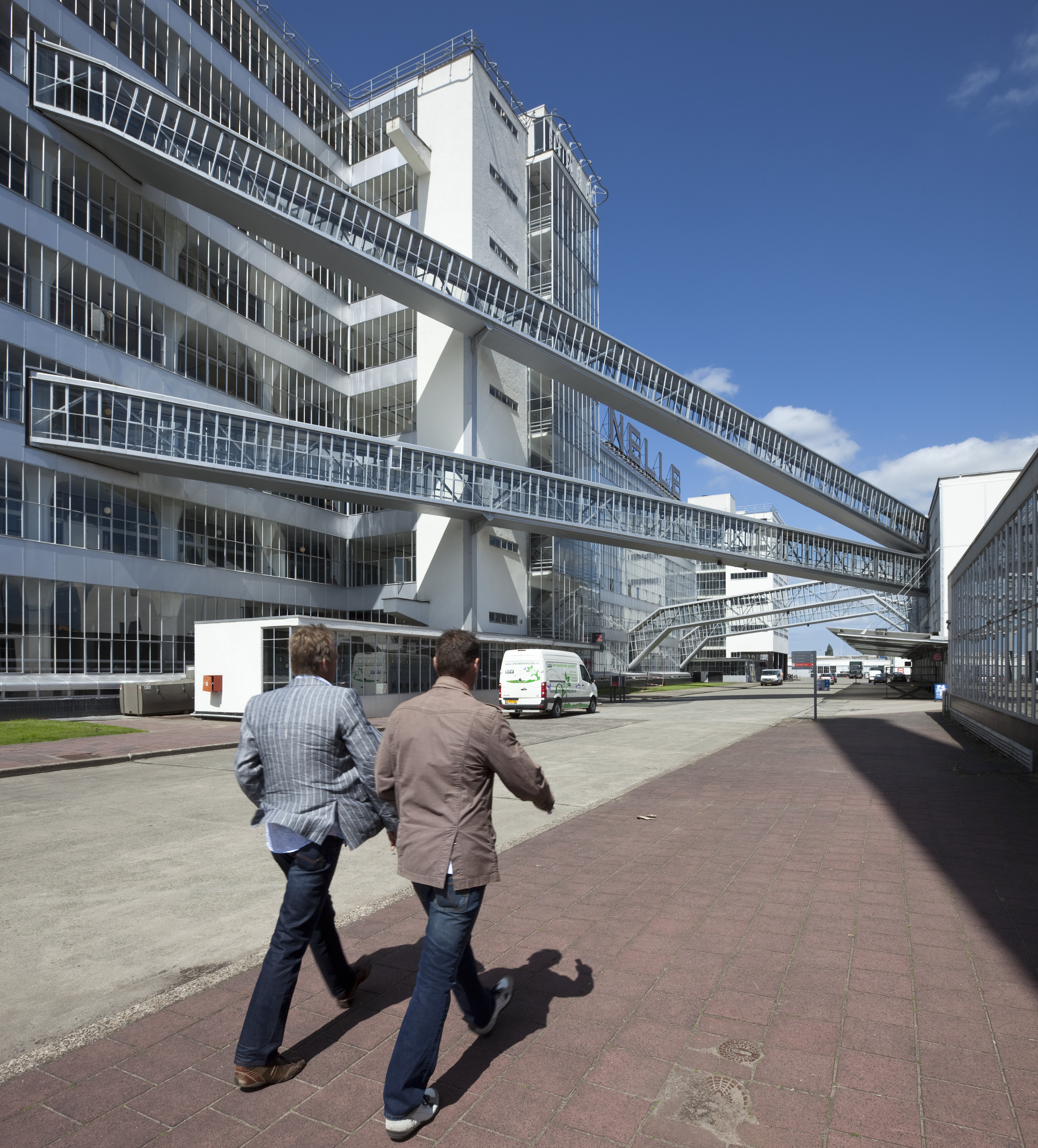
四座运输桥梁
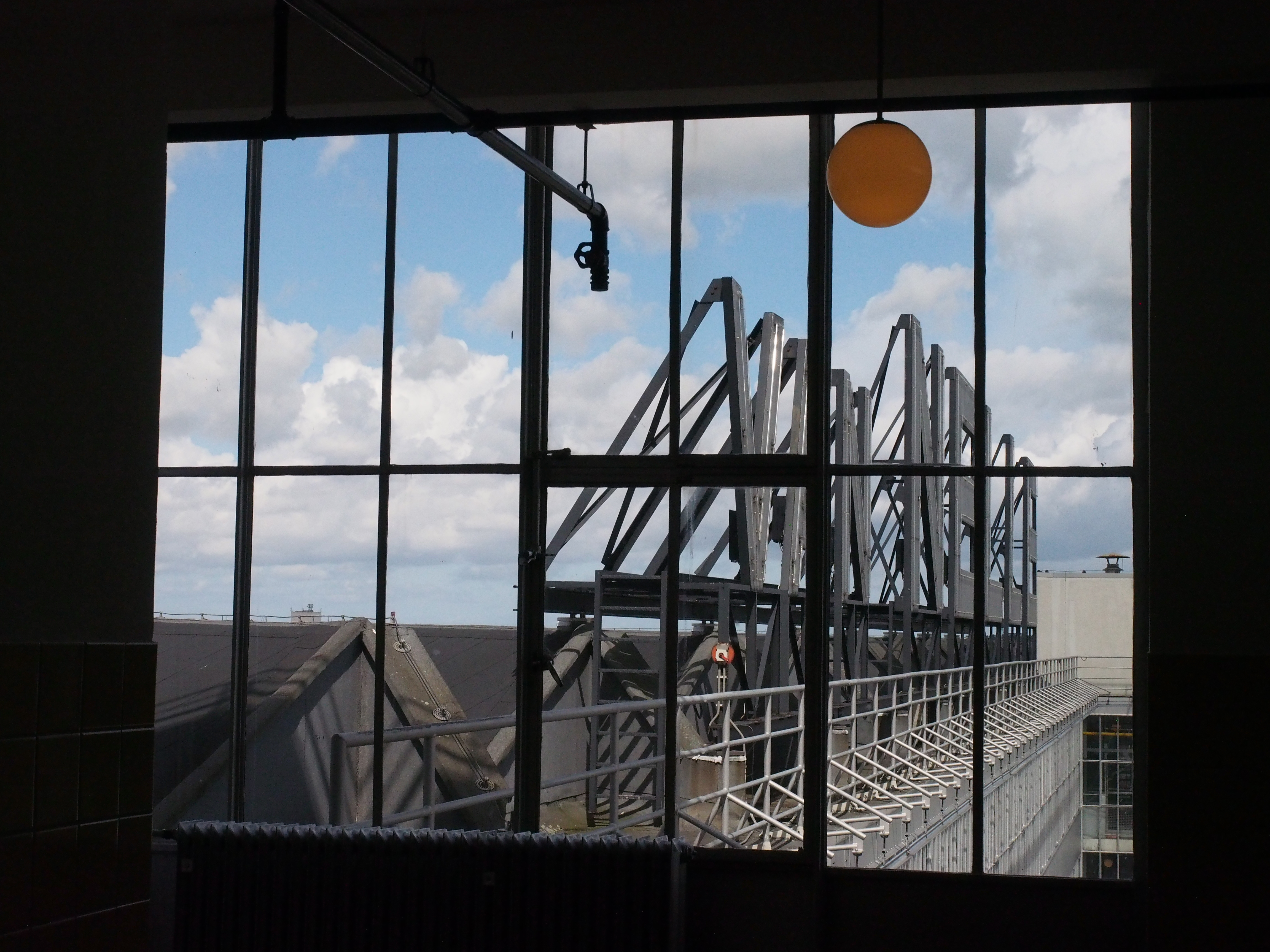
建筑物内部
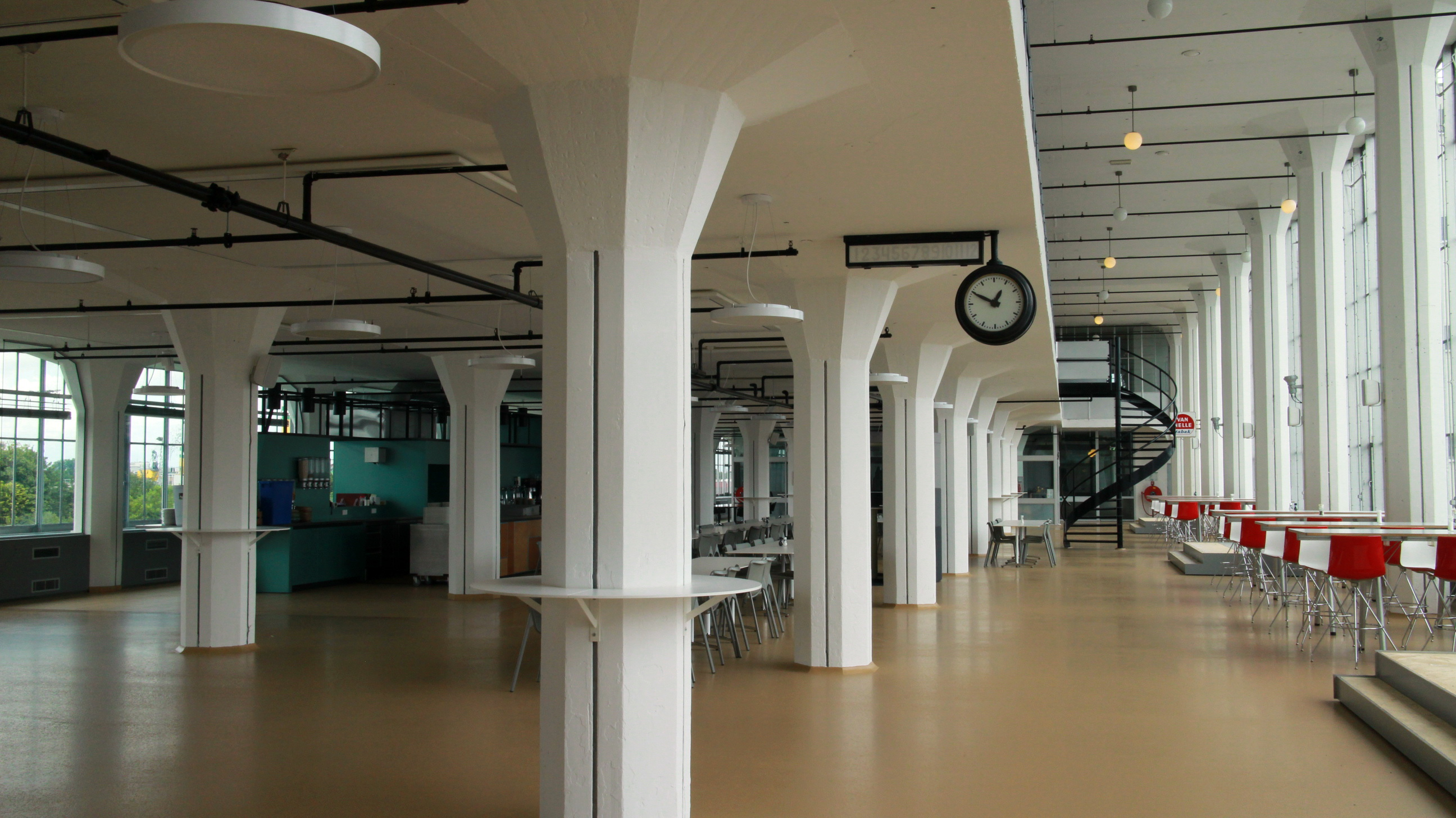
建筑物内部
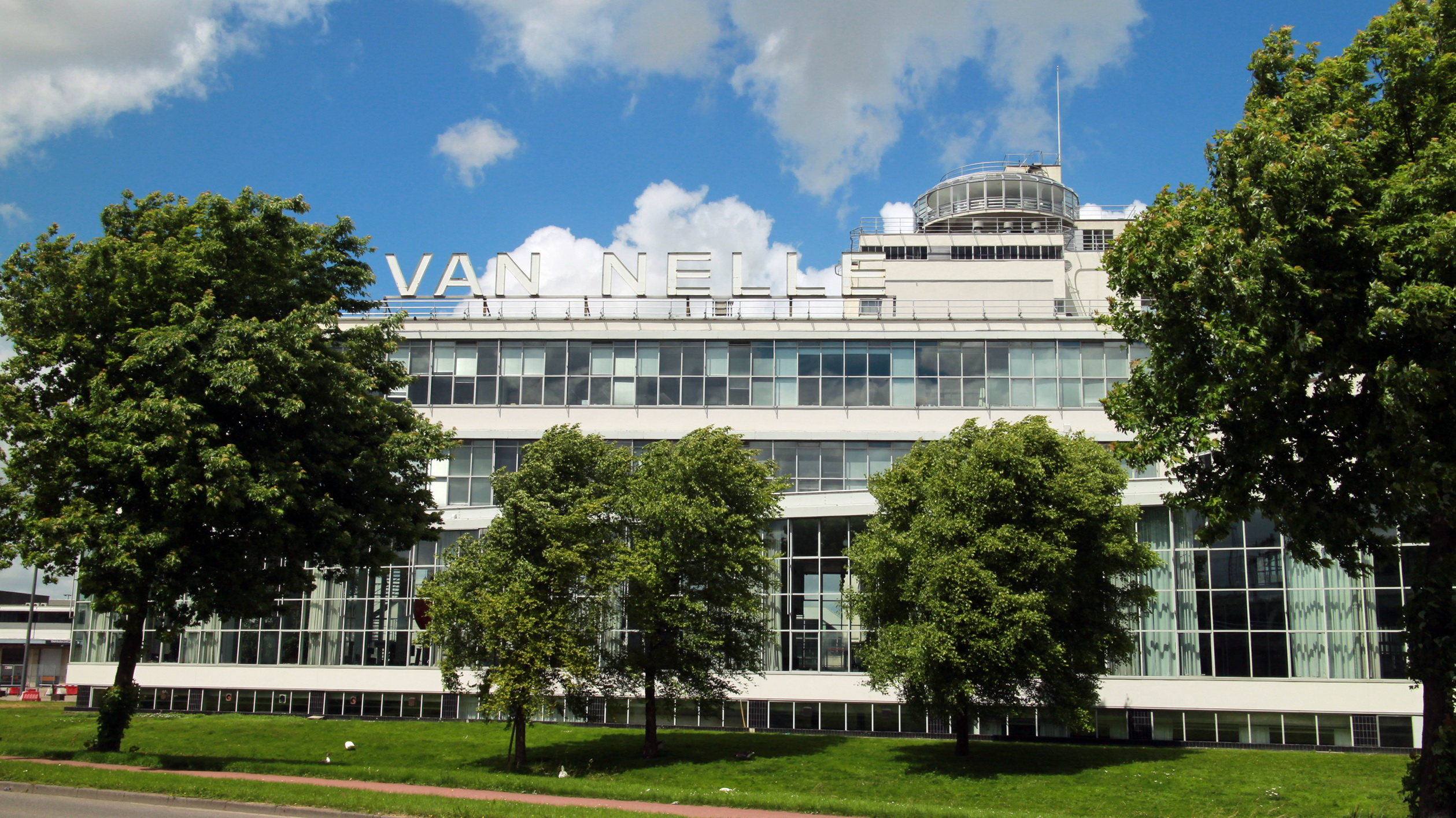
建筑物侧面

## 外部資料
- Van Nelle Ontwerpfabriek （页面存档备份，存于）
- UNESCO listing （页面存档备份，存于）